# 一百日圓紙幣
一百日圓紙幣是過往流通的日本紙幣之一，面額為100日圓。

## 種類
一百日圓紙幣有8種：
舊版一日圓紙幣（1885年9月8日發行）、修正版一日圓紙幣（1891年11月15日發行）、甲號紙幣（ 1900年12月25日發行）：1939年3月31日廢止
乙號紙幣（1930年1月11日發行）、「い」號紙幣（1944年3月20日發行）、ろ號紙幣（1945年8月17日發行）：1946年3月2日廢止
「A」號紙幣（1946年3月1日發行：1956年6月5日廢止）、「B」號紙幣（1953年12月1日發行：1974年8月1日廢止）。

## 補注
1. ↑  1953年（昭和28年）11月27日、大蔵省告示第2244号「昭和二十八年十二月一日から発行する日本銀行券百円の様式を定める件」